# 白井達也 (レスリング選手)
白井 達也（しらい　たつや、2000年7月16日 - ）は、日本の男子レスリング選手。大阪府寝屋川市出身。
大のプロレス好きで知られる。

## 来歴
エンジョイクラブでレスリングを始めた。小学生の時は毎年のように全国大会で優勝した。寝屋川第三中学は3年の時に全国中学生選手権と全国中学選抜選手権で優勝した。同じく中学時代はラグビー部に所属。日体大柏高校2年の時にはジュニアクイーンズカップカデットの部とインターハイで優勝した。全国高校選抜選手権では2年の時から2連覇した。3年の時には全国高校生グレコローマン選手権でも優勝した。2019年に日体大に進学すると、1年の時にはJOCジュニアオリンピックカップ ジュニアの部で2位になった。4年の時には全日本選抜選手権で3位だったが、全日本学生レスリング選手権大会のフリースタイル92kg級とグレコローマンスタイル87kg級をそれぞれ制した。さらには、U-23世界選手権の86㎏級でも接戦をものにして優勝した。

## 主な戦績
- 2015年 -　全国中学生選手権　優勝（110kg級）
- 2015年 -　全国中学選抜選手権　優勝（100kg級）
- 2017年 -　ジュニアクイーンズカップ カデットの部　優勝（85kg級）
- 2017年 -　インターハイ　優勝（96kg級）
- 2017年 -　全国高校選抜選手権　優勝（96kg級）
- 2017年 -　世界カデット選手権　16位（85kg級）
- 2018年 -　全国高校選抜選手権　優勝（96kg級）
- 2018年 -　インターハイ　2位（92kg級）
- 2018年 -　全国高校生グレコローマン選手権　優勝（92kg級）
- 2019年 -　JOCジュニアオリンピックカップ ジュニアの部　2位（86kg級）
- 2022年 -　全日本選抜選手権　3位
- 2022年 -　全日本学生レスリング選手権大会　優勝（92kg級）
- 2022年 -　全日本学生レスリング選手権大会グレコローマン　優勝（87kg級）
- 2022年 - 　U-23世界選手権　優勝（86kg級）

（出典）